# Infinity Ward
Infinity Ward es un estudio desarrollador de videojuegos con sede en Los Ángeles, California, formado por antiguos empleados de 2015, Inc., desarrolladores de Medal of Honor: Allied Assault. El estudio fue adquirido por Activision en octubre de 2003. Además de ser el estudio fundador de la saga Call of Duty, también lo es de los videojuegos Call of Duty 4: Modern Warfare, Call of Duty: Modern Warfare 2 y Call of Duty: Modern Warfare 3.
Actualmente el estudio ha visto reducida su plantilla por una serie de despidos y de abandonos en el estudio, mezclado con una serie de problemas con Activision, quienes hicieron difícil la salida de Call of Duty: Modern Warfare 3, aunque la salida a la venta de este shooter en primera persona se haya hecho efectiva el 8 de noviembre de 2011. Infinity Ward también fue la encargada de supervisar la remasterización de Call of Duty 4: Modern Warfare, que fue lanzado como Call of Duty: Modern Warfare Remastered en 2016 de forma simultánea con Call of Duty: Infinite Warfare. Su último videojuego que han desarrollado hasta la fecha es Call of Duty: Modern Warfare II.

## Litigios legales

### West y Zampella contra Activision
A raíz de la noticia inicial de los despidos de Zampella y West, se informó de que Infinity Ward no había recibido el Derecho de Autor de las ventas de Call of Duty: Modern Warfare 2, y que el desarrollador puede haber incumplido su contrato con Activision por la participación de reuniones con otros Editores de videojuegos como Electronic Arts. Esto fue revelado a ser la razón detrás de los despidos en West y Zampella presentó una demanda contra Activision el 4 de marzo de 2010 sobre "los pagos de derechos de autor sustanciales" de que Activision no les pagaban en las anteriores semanas del despido. Según su abogado Robert Schwartz, Activision ha contratado a abogados para investigar West y Zampella por cargos de insubordinación y el incumplimiento de los contratos en febrero, que culminó con su despido. La demanda de West y Zampella presentó a la fuerza para Activision les compensaran a West y Zampella sus derechos de autor no pagados, y para garantizar los derechos contractuales sobre la saga de Modern Warfare, de la franquicia de Call of Duty, entre otras cosas. Si la demanda tiene éxito, West y Zampella podría conservar el poder de detener el desarrollo y la liberación de ningún juego futuro y contenidos descargables de la saga de Modern Warfare.
El 9 de abril de 2010 una contrademanda fue presentada por Activision indicando sus acciones en la acusaciones en contra de West y Zampella estaban justificadas, llamando a los dos "que sirven intrigantes de sí mismos". El abogado Zampella y West respondió a la contrademanda el mismo día diciendo que el editor de las alegaciones son "falsas e indignantes". La fecha del juicio para este caso fue revelado el 9 de julio de 2010 para ser programada para el 23 de mayo de 2011. La contrademanda mencionó que Call of Duty: Modern Warfare 3 está en desarrollo, y tiene previsto su lanzamiento en 8 de noviembre de 2011, pero fue reprogramada para el 14 de diciembre.

### El grupo de empleados de la Infinity Ward contra Activision
El 27 de abril de 2010, 38 exempleados de Infinity Ward habían impuesto una demanda contra Activision, bajo el nombre del "grupo de ex-empleados de Infinity Ward". Los demandantes buscan entre 75 y 125 millones de dólares en daños compensatorios de Activision para las primas pendientes de pago por el trabajo en Modern Warfare 2. La demanda alega que Activision ha retenido la indemnización de los demandantes con el fin de obligarlos a quedarse con el estudio en el desarrollo de Modern Warfare 3. Además, los demandantes también estaban buscando entre otros 75 y 500 millones de dólares en daños punitivos. La fecha del juicio para este caso fue revelada el 9 de julio de 2010 para ser programada para el 23 de mayo de 2011.

### Respawn Entertainment
A partir del 10 de julio de 2010, 38 de los 46 empleados de Infinity Ward, quienes renunciaron a ese estudio después de los despidos de West y Zampella, se reveló a través de sus perfiles de LinkedIn y Facebook que habían firmado con Respawn Entertainment. De acuerdo a los comentarios de los empleados, Respawn esperó que se comience a trabajar en su primer proyecto en mayo de 2010, Titanfall, que salió al mercado en marzo de 2014.

### Lareconstrucciónde Infinity Ward
En un artículo publicado el 19 de noviembre de 2010, los CEO de Infinity Ward y Vivendi, declararon que Infinity Ward "ha superado" sus problemas y está totalmente reconstruido. Según el artículo, están muy contentos con la forma en que han sido capaces de reconstruirlo. Más tarde, en el artículo, el director ejecutivo llegó a decir que habrá tres estudios trabajando en la saga Call of Duty, tanto Raven Software, Infinity Ward, y el recién formado estudio de juegos Sledgehammer Games.

### Las demandas en contra de EA, West y Zampella
Según un artículo publicado el 21 de diciembre de 2010, Activision modificó su demanda en contra de West y Zampella de ser acusados de unirse a Electronic Arts. Según el artículo, Activision comunicó que Electronic Arts inició una conspiración con West y Zampella. Activision declaró que su mayor identificado rival fue Electronic Arts. También declaró que esta empresa había interferido intencionalmente con los contratos, que participa en la competencia desleal y con la complicidad infracciones del deber fiduciario por West y Zampella. La demanda también alega que West y Zampella se negaron a firmar salida de documentos estándares que representa que habían devuelto todos los bienes de Activision, incluyendo el código de computadora. Activision supone que West y Zampella fueron "motivados por la envidia y la avaricia personal", lanzado tráileres de juegos manera intencionada y con Modern Warfare 2, estando el mismo día Treyarch publicado videos de promoción de los contenidos descargables para Call of Duty: World at War. El artículo también mostró una transcripción de mensajes de texto entre West y un anónimo empleado de Infinity Ward. En enero de 2011, el tribunal se pronunció sobre la petición de Activision para que se una a Electronic Arts como acusado. La fecha del juicio entre West y Zampella y el grupo de exempleados de Infinity Ward contra Activision sería aplazada para el 23 de mayo de 2011.